# NHK由比テレビ中継局
NHK由比テレビ中継局（エヌエイチケイゆいテレビちゅうけいきょく）は、静岡県静岡市清水区に置かれていたNHK静岡放送局のテレビ中継局。

## 中継局概要

### アナログテレビ放送
| チャンネル 番号 | 放送局名     | 空中線 電力       | ERP              | 偏波面   | 放送対象地域 | 放送区域 内世帯数 | 運用開始日     |
| --------------- | ------------ | ----------------- | ---------------- | -------- | ------------ | ----------------- | -------------- |
| 56              | NHK 静岡教育 | 映像10W/ 音声2.5W | 映像48W/ 音声12W | 水平偏波 | 全国         | -                 | 1969年 5月23日 |
| 58              | NHK 静岡総合 | 映像10W/ 音声2.5W | 映像48W/ 音声12W | 水平偏波 | 静岡県       | -                 | 1969年 5月23日 |

- 所在地： 静岡市清水区由比東山寺
- 2011年7月24日をもってすべて廃止された。なお、民放局にはチャンネルが割り当てられていなかった。
- デジタルテレビ放送は、静岡親局、三島局、富士宮局によってカバーされている[2]。